# Карл Хаусхофер
Карл Хаусхофер (на немски: Karl Haushofer) е германски географ и социолог, основоположник на немската геополитическа школа.

## Биография

### Ранни години
Роден е на 27 август 1869 в Мюнхен, провинция Бавария, в семейството на Макс Хаусхофер, професор по икономика и Адел Фраас. Хаусхофер е випускник на Баварската военна академия. През 1896 г. се жени за Марта Майер-Дос (1877 – 1946), чийто баща е евреин, от която има двама сина. От 1903 г. до края на Първата световна война е на военна служба, преподавайки военни науки.

### Военна кариера
През ноември 1908 година армията го изпраща в Токио, за да проучи японската армия и да бъде съветник на японското военно командване. Той пътува със съпругата си през Индия и Югоизточна Азия и пристига през 1909 г. Хаусхофер е приет от японския император и се запознава с много важни хора от политиката и въоръжените сили. През есента на 1909 г. пътува със съпругата си в продължение на месец, като посещава Корея и Манджурия по повод железопътното строителство. През юли 1910 се завръща в Германия. Скоро след това започва да страда от няколко тежки заболявания и напуска армията за три години. От 1911 до 1913 г. Хаусхофер работи върху докторската си дисертация по философия в Мюнхенския университет, която теза е за Япония, озаглавена „Dai Nihon, Betrachtungen über Groß-Japans Wehrkraft, Weltstellung und Zukunft“ („Размисли за военната мощ на Япония, световна позиция и бъдеще“).
Хаусхофер е разочарован от загубата на Германия в Първата световна война и през 1919 г. се оттегля от армията с чин генерал-майор. По това време се сприятелява с младия Рудолф Хес, който ще се превърне в неговия научен сътрудник. Хаусхофер влиза в академичните среди с цел възстановяването на Германия. Той смята, че липсата на географски познания и геополитическото невежество на нейното ръководство е една от основните причини за поражението на Германия. Поради английското морско превъзходство, Хаусхофер е на мнение, че Германия трябва да търси съюз с морските държави Италия (Средиземно море) и Япония (Тихи океан), с цел да компенсира слабостта на военноморските си сили за сметка на сухопътните.

### Следващи години
След Първата световна война преподава география в Мюнхенския университет, като от 1933 година е професор. Негов ученик е Рудолф Хес, вторият човек в Националсоциалистическата партия. Хаусхофер участва в преговорите за сключване на Антикоминтерновския пакт. През Втората световна война постепенно се дистанцира от ръководството на Райха, винейки за несполуките Рибентроп. След провала на операция Валкирия, синът на Хаусхофер – Албрехт е екзекутиран, а той със семейството си прекарва края на войната в концлагера Дахау.
В нощта на 10 срещу 11 март 1946 година Хаусхофер и съпругата му се самоубиват. И двамата пият арсен, след което тя се обесва.

## Геополитически възгледи
Хаусхофер е основател на Немския институт по геополитика (1922), както и редактор на излизалото в периода 1924 – 1944 г. списание „Geopolitik“, по-късно преименувано на „Zeitschift für Geopolitik“. Неговите геополитически възгледи се формират под влияние на социалния дарвинизъм и теоретичните постановки на американския империализъм.
Фундамент на геополитическата парадигма на Хаусхофер е понятието на Фридрих Рацел за „жизненото пространство“. Привърженик на автаркията във вътрешната политика, някои изследователи го слагат сред видните теоретици на нацизма, тък като след провала на Бирения пуч снабдява с литература в затвора Хитлер и Хес.

## Приноси
Хаусхофер разработва основните теоретични постановки на Евразийската военна и геополитическа доктрина (застъпвана от Александър Дугин), като предлага формирането на геостратегическа ос Берлин-Москва-Токио, като алтернатива на Атлантическата харта на англосаксонския свят. Историческа опора и пример за този си геополитически възглед (според него аксиома за успешна европейска политика) Хаусхофер намира в международните отношения между Великите сили след Кримската война (виж Съюз на тримата императори).